# Baron de Pescay
Ne doit pas être confondu avec son frère François Fournier de Pescay
François Desrameaux de Pescay surnommé « Baron de Pescay », né le 28 mars 1779 à Port-Margot (Haïti),  participa à la guerre d'indépendance de la colonie française de Saint-Domingue jusqu'à la proclamation de la République d'Haïti.

## Biographie
Il s’agit du Pescay que l'historien Jacques de Cauna mentionne dans son ouvrage L’Eldorado des Aquitains parmi d’autres mulâtres qui se signalèrent dans l’entourage de Toussaint Louverture et qui auraient joué un rôle durant la guerre de L’Indépendance Haïtienne. Il est cité par l’historien haïtien Thomas Madiou comme colonel dans l’armée de Christophe participant au siège du Môle-Saint-Nicolas vers 1811.  Il serait mort assassiné sous les ordres de Christophe durant le massacre des mulâtres en 1812 selon Gaspard Théodore Mollien (comte de), dans son ouvrage Haiti ou Saint-Domingue.

## Famille

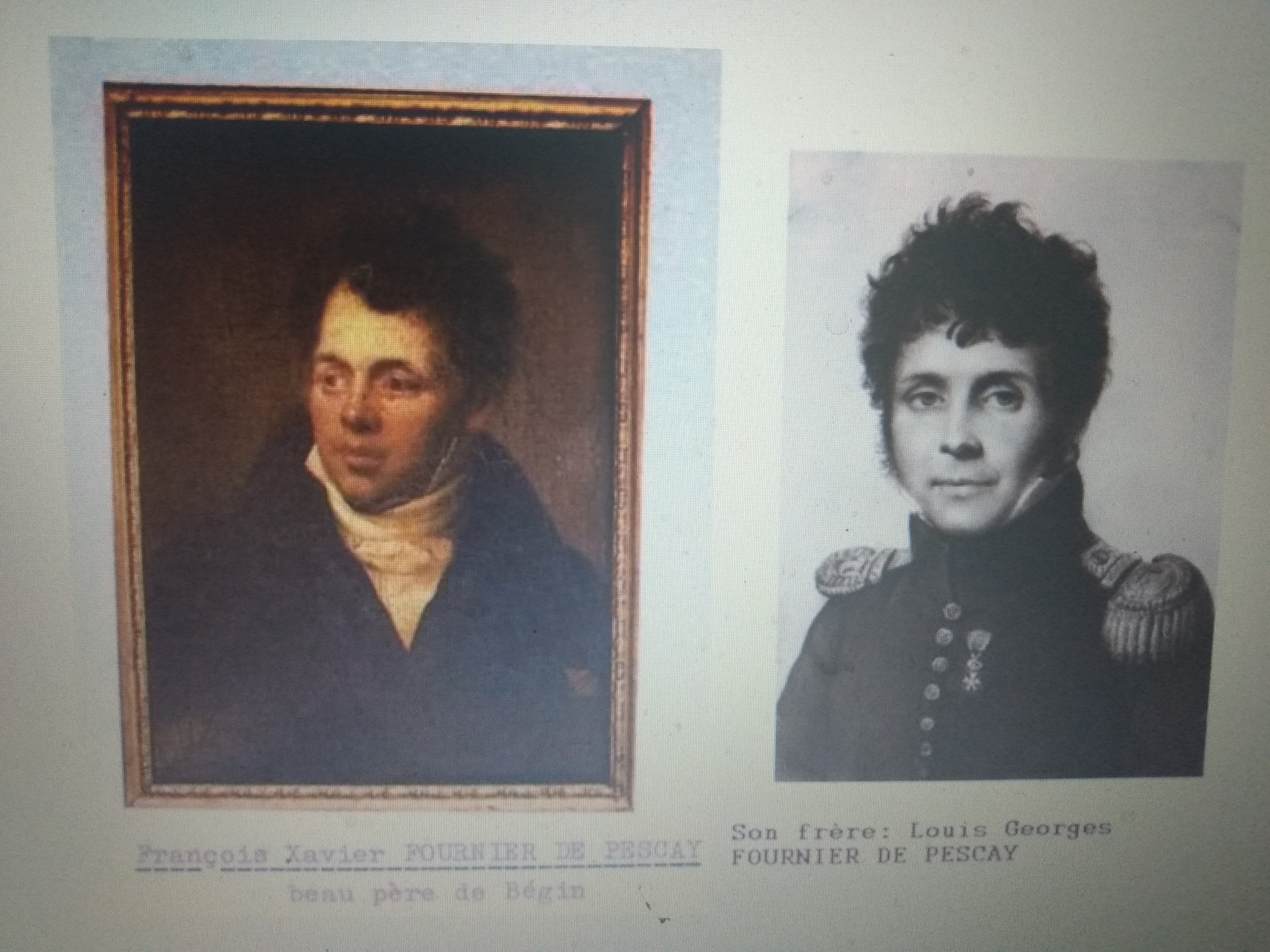
Deux de ses frères : François Xavier et Louis Georges

Il était le fils de François Pescay (1742-1798), connu comme Pescay-fils ou Peskay, planteur à Saint-Domingue, d'une famille noble originaire de Blaye, et d'Adélaïde Rappau (ca 1750-1786), afro-descendante libre. Il avait deux frères connus en France, eux aussi militaires :l'officier Louis Georges Fournier de Pescay et le médecin et chirurgien militaire François Fournier de Pescay. Tous les deux furent faits chevalier de la Légion d'honneur pour leurs services exemplaires. On retrouve un de ses descendants "officier de la compagnie d'instruction d'infanterie du Centenaire" en 1905 à Haïti.

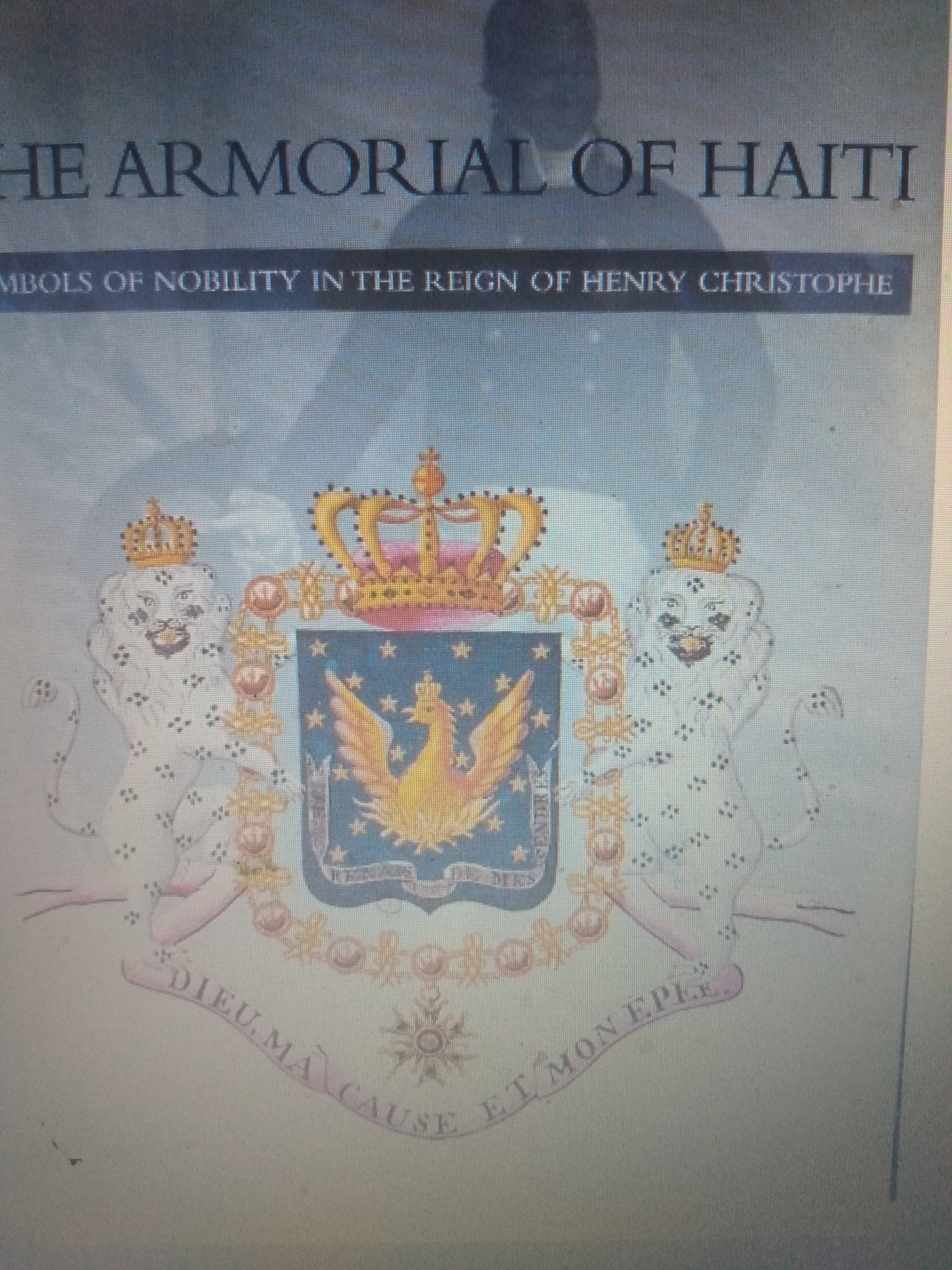

## Blason
Le blasonnement du Baron de Pescay apparaît dans l’édit royal du 5 avril 1811, néanmoins la reproduction du blason est absente dans l’Almanach royal de 1812 : "Baron de Pescay", colonel, commandant du 2e régiment d'infanterie Sur un écu timbré d'un casque à visière levée, taré et posé de profil, assorti de ses lambrequins pris des émaux des armes: de sinople, au lièvre d'or en forme, au pied d'un arbre au naturel. Supports : deux ours au naturel levés.

## Devise
Devise : « Discipline, valeur ».